# マペイ・スタジアム＝チッタ・デル・トリコローレ
マペイ・スタジアム＝チッタ・デル・トリコローレ (イタリア語: Mapei Stadium – Città del Tricolore) は、イタリアのエミリア＝ロマーニャ州レッジョ・エミリアにある多目的スタジアムである。

## 概要
元々はACレッジャーナのホームスタジアムだったが、2013年にUSサッスオーロ・カルチョのオーナーであるマペイが買収し、2013-14シーズン以降はサッスオーロとレッジャーナ1919/レッジョ・アウダーチェがホームとして使用している。また、2011-12シーズンにはカルピFCがホームとして使用していたほか、アタランタBCが2016-17シーズンのUEFAヨーロッパリーグおよび2018-19シーズンのセリエA終盤のホームゲーム2試合に代替ホームとして使用した。このため、2018-19シーズンのセリエA最終節はサッスオーロがアウェイチーム扱いとなってしまう珍事が発生している。この他、2015-16シーズンのUEFA女子チャンピオンズリーグの決勝戦でも使用された。
このスタジアムの特徴として、ピッチに観客が侵入するのを防止するためにスタンドとの間に堀を設けており、すぐ近くの川から水を取り込んでいる。

## 歴史
ACレッジャーナが1993年にセリエAに昇格したことから、それまでのスタディオ・コムナーレ・ミラベッロに代わるスタジアムとして建設された。1995年4月15日に開場し、レッジャーナとユヴェントスとの試合のチケットは完売した。まもなくスポンサーによって施設は「スタディオ・ジョルジョ」に改名された。その後レッジャーナは2005年に破産してしまいスタジアムの所有権を失った。新会社に承継されたレッジャーナは引き続き同スタジアムをホームとして使用した。同年スタジアムに隣接してショッピングモールが建設され、スタディオ・ジョルジョは1797年にレッジョ・エミリアで誕生したトリコローレにちなんで「チッタ・デル・トリコローレ」に改名された。
2013年、レッジョ・エミリア裁判所はスタジアムの所有権を競売にかけ、元コンフィンドゥストリア会長のジョルジョ・スクインツィがCEOを務める化学工業メーカーマペイが落札した。マペイが所有するサッスオーロが本拠地のUSサッスオーロ・カルチョは2012-13シーズンにセリエA昇格を決めており、より収容能力の大きいスタジアムを必要としていた。この買収に伴い「マペイ・スタジアム＝チッタ・デル・トリコローレ」に改名された。